# 西山野駅
西山野駅（にしやまのえき）は、かつて鹿児島県大口市山野4470番地（現・伊佐市大口山野）に存在した、九州旅客鉄道（JR九州）山野線の駅（廃駅）である。山野線の廃止に伴い、1988年（昭和63年）2月1日に廃駅となった。

## 歴史
当駅は住民の請願により、全通後に開通した請願駅である。

### 年表
- 1935年（昭和10年）12月20日：一般駅として開業[1]。
- 1945年（昭和20年）6月20日：営業休止[1]。
- 1947年（昭和22年）6月1日：営業再開[1]。
- 1963年（昭和38年）5月10日：荷物扱い廃止[1][2]。無人化される[3]。
- 1987年（昭和62年）4月1日：国鉄分割民営化により、JR九州に継承[1]。
- 1988年（昭和63年）2月1日：山野線の全線廃止に伴い、廃駅となる[1]。

## 駅構造
単式ホーム1面1線を有し、側線も1本併設する地上駅であり、無人駅であった。有人駅として営業していた当時はホームに上がった階段の前に駅舎があったが、無人化後に取り壊され、廃止時にはホーム上に待合所のみを併設する駅となっていた。

## 現在の状況
ホームが残っているが、ほとんど草むらに覆われている。路盤跡には、保線車両のものと思われる車輪が放置されている。さらに、山野コミュニティ協議会から『世間遺産』の認定を受けている。

## 隣の駅
九州旅客鉄道（JR九州）
山野線
薩摩布計駅 - 西山野駅 - 山野駅